# Discografia dei Calibro 35
La discografia dei Calibro 35, gruppo musicale rock strumentale italiano, comprende undici album in studio, quattro album dal vivo, una raccolta, quattro EP, tre colonne sonore e venti singoli, pubblicati tra il 2008 e il 2024.

## Album

### Album in studio
- 2008 – Calibro 35
- 2010 – Ritornano quelli di... Calibro 35
- 2012 – Ogni riferimento a persone esistenti o a fatti realmente accaduti è puramente casuale
- 2012 – Nero e immobile (con Cesare Basile)
- 2013 – Traditori di tutti
- 2015 – S.P.A.C.E.
- 2018 – Decade
- 2020 – Momentum
- 2022 – Scacco al Maestro - Volume 1
- 2022 – Scacco al Maestro - Volume 2
- 2023 – Nouvelles Aventures
- 2025 – Exploration

### Album dal vivo
- 2016 – CLBR 35 Live From S.P.A.C.E.
- 2019 – High Tension Vol. 35
- 2021 – Live In Bklyn
- 2023 – Plays Morricone - Live

### Raccolte
- 2010 – Rare

### Colonne sonore
- 2013 – Said
- 2014 – Sogni di gloria
- 2021 – Blanca

## Extended play
- 2011 – Eurocrime! Remixes
- 2012 – Dalla Bovisa a Brooklyn
- 2021 – Post-Momentum
- 2024 – Jazzploitation

## Singoli
- 2010 – Il lato beat Vol. 1 (con Dellera, Dente e Il Genio)
- 2011 – Death Wish
- 2012 – Bushwick Nigeria
- 2013 – Ragazzo di strada (con Manuel Agnelli)
- 2013 – Giulia mon amour/Notte in Bovisa
- 2014 – Vendetta/You, Filthy Bastards!
- 2014 – The Butcher's Bride/Get Carter
- 2015 – Sabotaggio
- 2015 – Bandits On Mars/CLBR35
- 2016 – S.P.A.C.E.
- 2018 – Super Studio/Gomma
- 2019 – Psycheground/Polymeri (Afro-Utopia Version)
- 2019 – Travelers, Explorers
- 2019 – Stingray
- 2019 – Stan Lee
- 2020 – Fail It Til You Make It
- 2022 – La classe operaia va in paradiso
- 2022 – The Ballad of Sacco and Vanzetti
- 2023 – Extraordinaire
- 2023 – Gun Powder
- 2024 – Lunedì cinema
- 2025 – Reptile Strut

## Collaborazioni
- 2012 – Adrian Younge – Dusts of Gold (presente in Adrian Younge Presents Venice Dawn: Something Sbout April)
- 2013 – Fritz da Cat – With or Without You (presente in Fritz)
- 2019 – Ghemon – Rose viola Pt. 2
- 2021 – Venerus – Sei acqua (presente in Magica musica)
- 2021 – Zollo – Data Crime (presente in Spermatozolollo)
- 2022 – Rkomi – Fegato, fegato spappolato (presente in Taxi Driver)
- 2024 – Piero Pelù – Baby Bang (presente in Deserti)

## Apparizioni

### Raccolte
- 2009 – Il paese è reale
- 2010 – The Art of Sysyphus Vol. 53

### Colonne sonore
- 2009 – La banda del brasiliano
- 2010 – Romanzo criminale - Il CD